# Estança (poesia)
L'estança és una estrofa formada per versos decasíl·labs i hexasíl·labs amb rima generalment consonant combinats a gust del poeta. Tan sols cal que en les composicions formades per estades -cançó (lírica), oda, ègloga…- les restants estrofes segueixin l'esquema de la primera.
Difereix de la silva en què aquesta manca d'estructura estròfica.

## Exemple d'estança
Part de l'Ègloga I de Garcilaso de la Vega:
| « | Divina Elisa, pues agora el cielo, con inmortales pies pisas y mides, y su mudanza ves estando queda, ¿por qué de mí te olvidas y no pides que se apresure el tiempo en que este velo rompa del cuerpo, y verme libre pueda, en la tercera rueda contigo mano a mano busquemos otro llano, busquemos otros montes y otros ríos, otros valles floridos y sombríos, donde descanse, y simpre pueda verte ante los ojos míos, sin miedo y sobresalto de perderte? Nunca pusieran fin al triste lloro los pastores, ni fueran acabadas las canciones que sólo el monte oía, si, mirando las nubes coloradas, al trasmontar del sol bordadas de oro, no vieran que era ya pasado el día. La sombra se veía venir corriendo apriesa ya por la falda espesa del altísimo monte, y recordando ambos como de sueño, y acabando el fugitivo sol, de luz escaso, su ganado llevando, se fueron recogiendo paso a paso. | » |